# نبردناو سینوپ
نبردناو سینوپ (به انگلیسی: Russian battleship Sinop) یک کشتی بود که طول آن ۳۳۹ فوت ۳ اینچ (۱۰۳٫۴ متر) بود. این کشتی  در سال ۱۸۸۷ ساخته شد.